# Вилхелмиди
Вилхелмидите (на немски: Wilhelmiden; на френски: Guilhemides, Wilhelmides) са благородническа франкска фамилия. В близко родство са с Хугобертините и Каролингите.
Най-известни членове на фамилията са:
- Св. Вилхелм, граф на Тулуза, основател на Saint-Guilhelm-le-Désert
- Бернар от Септимания
- Бернар Плантвелю
- Вилхелм I, херцог на Аквитания

## Първи генерации
- Бертрада Стара, основателка на манастира в Прюм 721 г.; майка на Хериберт, граф на Лаон
- Бернар, подписва като свидетел при подаряването в Прюм, след него съпругата му Хроделинда
- Теодерик (I) (Theodericus, или Dietrich) подписва като свидетел следващ.
- Теодерик Саксо, споменат 743 и 744
- Теодерик (Теодерих) (II) и Хериберт имат обща собственост
- Теодерик I (III) и Алдана
- Вилхелм от Гелон (* 750/755)
- Теодерик (IV), граф 782
- Теодерик (V), брат на Вилхелм
- Бернар от Септимания, син на Вилхелм
- Теодерик (* 810), от фамилията Арнулфинги, внук на сестра на Вилхелм от Гелон

## Родословен списък
1. Теодерих I (Дитрих), 755 доказан, † пр. 804, граф на Отун (comes Eduensis), роднина с Дитрих, един от основателите на манастира в Прюм, и на Меровингите; ∞ Алдана, † пр. 804, вероятно дъщеря на Карл Мартел (Каролинги), сестра на Пипин III, Хилтруда и Ландрада
  1. Теудоин, граф на Отун 804/826
    1. Теодерик (Дитрих) II, 816/21 доказан

  2. Теодерик, 804 доказан
  3. Адалелм, 804 доказан
    1. Еменон († 866), 828 граф на Пуату до 839, граф на Ангулем 863; ∞ NN, дъщеря на Одо, граф на Троа и Вандилмодис
      1. Адемар (Аймар), 866 е малолетен, † 926, завладява графството Пуату 892, признат от краля през 895, 898 граф на Лимож
      2. Адалелм, 877 доказан

    2. Турпион, граф на Ангулем
    3. Бернард, 839 доказан
      1. Бернард, 868 доказан
        1. Еменон, 878 доказан

  4. Св. Вилхелм от Гелон († Гелон 28 май 812/13, или пр. 21 май 815), граф на Тулуза, маркграф на Септимания, завоюва 803 Барселона, 806 монах в основания от него манастир Gellone (Saint-Guilhem-le-Désert), 1066 канонизиран; ∞ I Кунигунда; ∞ II Гуитбургис (Вуитбургис)
    1. (I?) Бера граф на Разес, † пр. 814; ∞ Ромила
    2. (I?) Витер, 804 доказан, † пр. 824
    3. (I?) Хилдехелм, 804 доказан, † пр. 824
    4. (I?) Хелинбрух, 804 доказан, † пр. 824
    5. (I?) Херберт, 803 с баща си пред Барцелона, 803/43 доказан
    6. (I?) Бернар, 804/44 доказан, до 830 граф на Отун, до 831 маркграф на Септимания, 834 в Бургундия, 844 му се взема имота; ∞ 24 юни 824 в Аахен Дуода († сл. 2 февруари 843), сестра на Ариберт
      1. Вилхелм (Гильом) (* 29 ноември 826), X 850 в Испания, 843 в Бургундия
      2. Бернар Плантвелю (* 22 март 841 в Юзес, † 20 юни 885/август 886), 857/68 игумен на Бриуд, 864/69 граф на Отун, смъкнат, 864/74 граф на Родез, 872 в Бери доказан, сл. 872 граф на Оверн; ∞ Ерменгарда († сл. юни 881), дъщеря на граф Бернар I и Лиеугардис
        1. Вилхелм I Благочестиви († 28 юни или 6 юли 918), херцог на Аквитания, 892 граф на Бурж, 893 граф на Макон и игумен от Бриуд, основава 910 манастира Клюни; ∞ пр. 898 Ингелбурга († сл. януари 917), дъщеря на Бозон граф на Виен, крал на Долна Бургундия (Бувиниди)
          1. Бозон († 25 декември 920/юни 926)
          2. дъщеря; ∞ Ротбалд I от Агел, доказан 930 († 949), прародители на графовете на Прованс (Дом Прованс)

        2. Хава, 893 игунменка доказана († пр. 913)
        3. Аделинда; ∞ Акфред, граф на Carcassonne и граф на Родез († 906)

      3. Регелинда; ∞ Вулгрин I граф на Ангулем († 3 май 886)

    7. (I?) Герберга (Гариберга), вер. идентична с монахинята от Шалон, която 834 в Шалон-сюр-Сон е удавена заради магьостничество с брат си
    8. (II?) Гауцелм, 804 доказан, вер. идентичен с графа на Русийон, който 834 в Шалон-сюр-Сон е обезглавен заради магьостничество със сестра си
    9. (II?) Тедерик (Дитрих) III († малко сл. 826), граф на Отун
    10. (II?) Вернер (Гуарниерий)
    11. (II?) Ротлиндис; ∞ Вала (Каролинги)

  5. Албана, 804 доказана, монахиня
  6. Бертана, 804 доказана
  7.  ? дъщеря; ∞ Ербио, син или брат на префекта Геролд (Геролдони) или
  8.  ? Валдрада († сл. 824; ∞ Хадриан, син или брат на префекта Геролд (Геролдони)